# Alastair McCorquodale
Alastair McCorquodale, né le 5 décembre 1925 et mort le 27 février 2009, est un ancien athlète écossais qui a représenté le Royaume-Uni aux Jeux olympiques d'été de 1948 à Londres.
Il termina quatrième, après recours à la photo-finish, sur 100 mètres, mais remporta l'argent en relais 4 × 100 mètres avec ses compatriotes John Archer, John Gregory et Kenneth Jones.

## Vie personnelle
Il épouse, en 1947, Rosemary Turnor, fille du major Herbert Broke Turnor et de lady Enid Fane (fille du 13e comte de Westmorland). Ils ont une fille, Sarah (mariée en 1969 à Geoffrey van Cutsem), et un fils, Neil (marié en 1980 à lady Sarah Spencer, sœur de Diana, princesse de Galles).

## Palmarès

### Jeux olympiques d'été
- Jeux olympiques d'été de 1948 à Londres ( Royaume-Uni)
  - 4e sur 100 m
  -  Médaille d'argent en relais 4 × 100 m